# Eurylister discrepans
Eurylister discrepans är en skalbaggsart som först beskrevs av Sylvain Auguste de Marseul 1879.  Eurylister discrepans ingår i släktet Eurylister och familjen stumpbaggar. Inga underarter finns listade i Catalogue of Life.